# 烏克蘭希臘禮天主教桑博爾-德羅霍貝奇教區
烏克蘭希臘禮天主教桑博爾-德羅霍貝奇教區（拉丁語：Eparchia Samboriensis–Drohobychiensis Ucrainorum）是烏克蘭一個東儀天主教教區（烏克蘭希臘禮），屬利沃夫總教區。
教區成立於1993年4月20日，範圍包括利沃夫州西南部，座堂位於桑博爾。2010年有教友398,485人（佔轄區人口66.5%）、518個堂區、286名司鐸。現任教區主教為雅羅斯拉夫·普里里茲。